# Juan Dozal
General Juan Baraquiel Juan Bautista Dozal Ornelas, conocido simplemente como Juan Dozal (22 de agosto de 1875 - 24 de enero de 1915) fue un militar mexicano que participó en la Revolución mexicana.
Nació en Ciudad Guerrero, Chihuahua, el 22 de agosto de 1875, siendo hijo Epifanio Dozal Ponce y de Dolores Ornelas Dozal. Se afilió al maderismo, al orozquismo y, posteriormente se afilió a las filas villistas. Fue de los que cruzaron la frontera con Francisco Villa en marzo de 1913 para luchar contra Victoriano Huerta. En la Convención de Aguascalientes estuvo representado por Jesús M. Garza.
Gobernó durante unos meses el territorio de Tepic, Nayarit, en sustitución del general Rafael Buelna.
Murió fusilado en Mazatlán, Sinaloa, el 24 de enero de 1915.